# Стецьківська волость
Стецьківська волость — адміністративно-територіальна одиниця Сумського повіту Харківської губернії.
На 1862 рік до складу волості входили:
- слобода Стецьківка;
- хутір Радьків;
- хутір Рибців;
- поселення Лука;
- село Баранівка;
- слобода Велика Чернеччина;
- слобода Мала Чернеччина;

Найбільші поселення волості станом на 1914 рік:
- село Стецьківка — 7600 мешканців.

Старшиною волості був Чайка Гаврило Іванович, волосним писарем — Попов Іван Гаврилович, головою волосного суду — Бондаренко Іван Васильович.